# Burg Stolzeneck
Die Burg Stolzeneck ist die Ruine einer Höhenburg über dem Neckar bei Neunkirchen in Baden-Württemberg. Die etwa um 1200 erbaute Burg war ab 1284 als kurpfälzisches Lehen an Dienstleute der Pfalzgrafen vergeben. Nach 1610 wurden die Burg und der zugehörige Burgweiler Krösselbach aufgegeben.

## Geographische  Lage
Die Ruine der Stolzeneck liegt etwa 2 km südlich des Eberbacher Teilortes Rockenau,  auf der Gemarkung der Nachbargemeinde Neunkirchen, auf einem 215 m ü. NN hohen Felssporn im spitzen Mündungswinkel einer kleinen Hangbachschlucht, der etwa 80 Meter links über dem hier nordwärts laufenden Neckar aufragt. Das kleine Spornplateau ist heute bewaldet.

## Geschichte
Die Burg wurde vermutlich um 1200 als Reichsburg erbaut. Der Name wurde 1268 mit einer Witwe von Stoltzinecke erstmals erwähnt. 1284 erwarb Pfalzgraf Ludwig II. die Burg. König Albrecht I. versprach Ludwig 1291 für den Fall seiner Wiederwahl die Anerkennung seiner Rechte auf Stolzeneck und Reichenstein sowie die Belehnung mit Burg Kammerstein und Dilsberg.
Mit der Burg, zu der nur geringes Zugehör (Burgweiler Krösselbach, geringer Besitz in Rockenau, kleinere Ländereien und Fischrechte) zählte, wurden im Lauf der Zeit verschiedene Adelsfamilien belehnt. Von 1418 bis 1458 war sie wieder im Besitz der Kurpfalz und danach verschiedenen Lehensträgern überlassen. Die Burg wurde vermutlich 1504 im Pfälzisch-Bayrischen-Erbfolgekrieg beschädigt, da Pfalzgraf Ludwig V. im Jahr 1509 einen Vergleich mit Philipp von Seldeneck über den zum Wiederaufbau der Burg nötigen Holzhieb schloss. Nach dem Aussterben der Freiherren von Frauenberg 1610 kam die Burg zurück an die Kurpfalz und wurde nicht neu vergeben. In einem Bericht von 1611 wird die gesamte Anlage als baufällig bezeichnet, woraufhin die kurpfälzische Hofkammer die Aufgabe des Lehens beschloss. Die Burg wurde zum Abbruch freigegeben, die zugehörigen Ländereien, Fischrechte usw. wurden 1612 verkauft. Die Einnahmen aus den Verkäufen kamen insbesondere den letzten Bewohnern des Burgweilers Krösselbach zugute, der ebenfalls aufgegeben wurde, weswegen man eine finanzielle Grundlage zur Umsiedlung der Bewohner nach Zwingenberg benötigte.
Die kurpfälzische Hofkammer hatte ursprünglich angeordnet, die Quader der Burg auszubrechen und mit Nachen auf dem Neckar nach Mannheim zu transportieren, wo sie als Baumaterial dienen sollten. Da jedoch rund 1000 Nachenfahrten nötig gewesen wären, wurde das Vorhaben nicht realisiert. Die Burgruine geriet vielmehr in Vergessenheit und wurde erst in den 1960er Jahren wieder freigelegt.

## Anlage

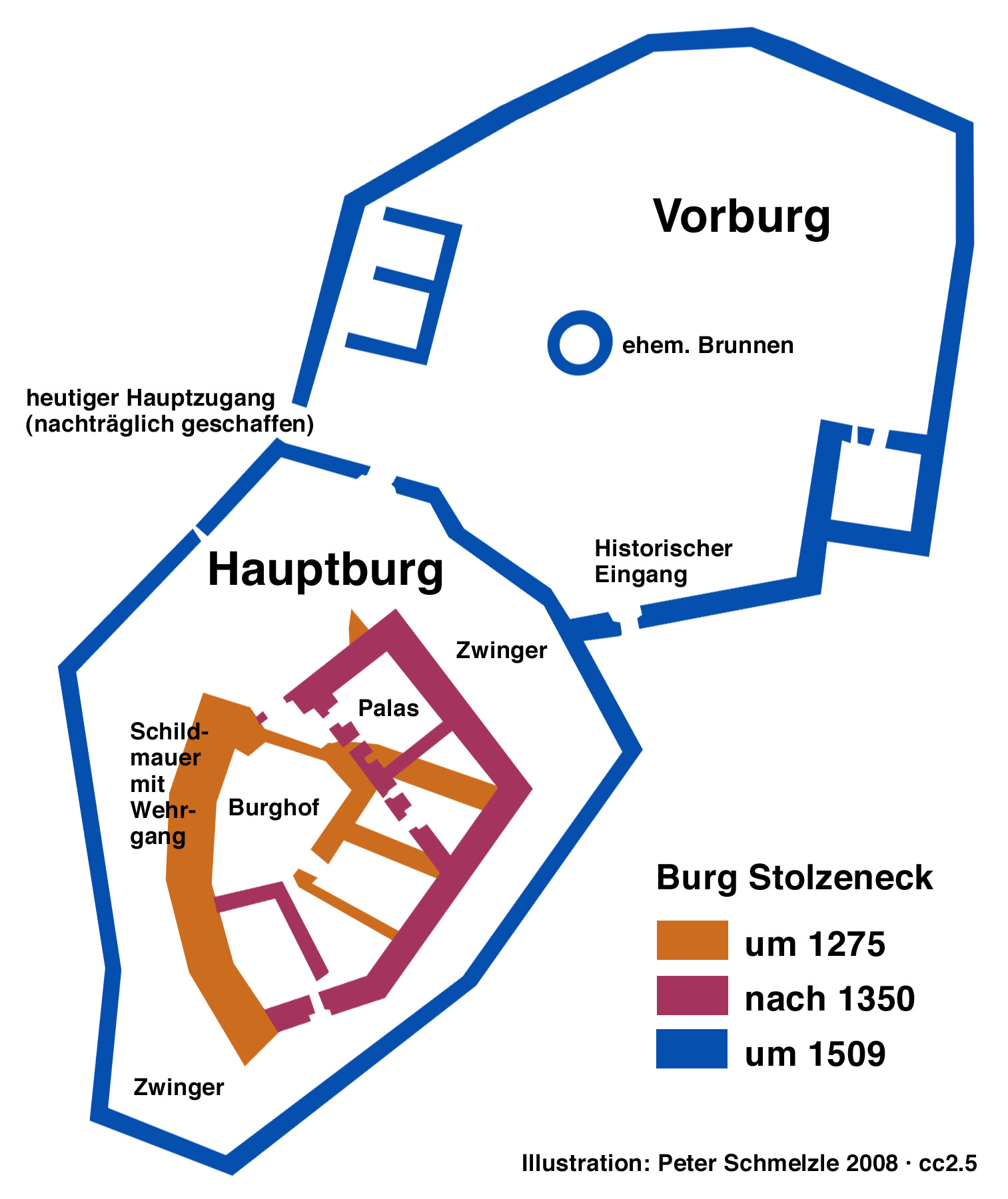
Datierung der Gebäudereste und Fundamente

Burg Stolzeneck besteht aus einer Kernburg sowie Vorburg und Zwinger. Das Gelände der Anlage fällt nach Nordosten hin zum Neckar ab. Die Kernburg liegt im Südwesten und ist gegen Westen durch eine Schildmauer und einen Halsgraben gegen das weiter ansteigende Gelände hin geschützt und von einem Zwinger umgeben. Die Vorburg erstreckt sich dem abfallenden Gelände folgend nach Nordosten. Der Zugang zur Anlage erfolgte ursprünglich an der östlichen Verbindung von Vorburg und Zwinger, heute erfolgt der Hauptzugang durch eine künstlich im Westen geschaffene Öffnung.
Die Kernburg besteht aus der Schildmauer mit Wehrgang und dem nordöstlich davon liegenden Palas. Bei Grabungen im Jahr 1964 wurden Fundamente gefunden, die schräg zu den Mauern des viergeschossigen Palas und der Umfassung verlaufen, so dass der heute erhaltene Palas vermutlich erst nach 1350, möglicherweise erst bei den Umbauten des 16. Jahrhunderts unter Aufgabe des bisherigen Palas und einhergehend mit der Vergrößerung des Innenhofs der Kernburg entstanden ist und danach mehrfach umgebaut wurde. Der Palas weist bauliche Attribute verschiedener Epochen auf. Von der 21 Meter hohen und 2,85 Meter starken Schildmauer scheint auch nur der Sockelbereich mit Buckelquadern aus dem 13. Jahrhundert zu stammen, denn die Dimensionen der Mauer entsprechen eher den Verteidigungsanforderungen späterer Jahrhunderte. Die Schildmauer kann bestiegen werden. Der Wehrgang bot vom einst unbewaldeten Bergsporn einen guten Blick über das Neckartal.
Zwinger und Vorburg mit Zisterne sind im 15. oder 16. Jahrhundert entstanden. Einige Fundamentreste in der Vorburg zeugen von einst dort befindlichen Wirtschaftsgebäuden.

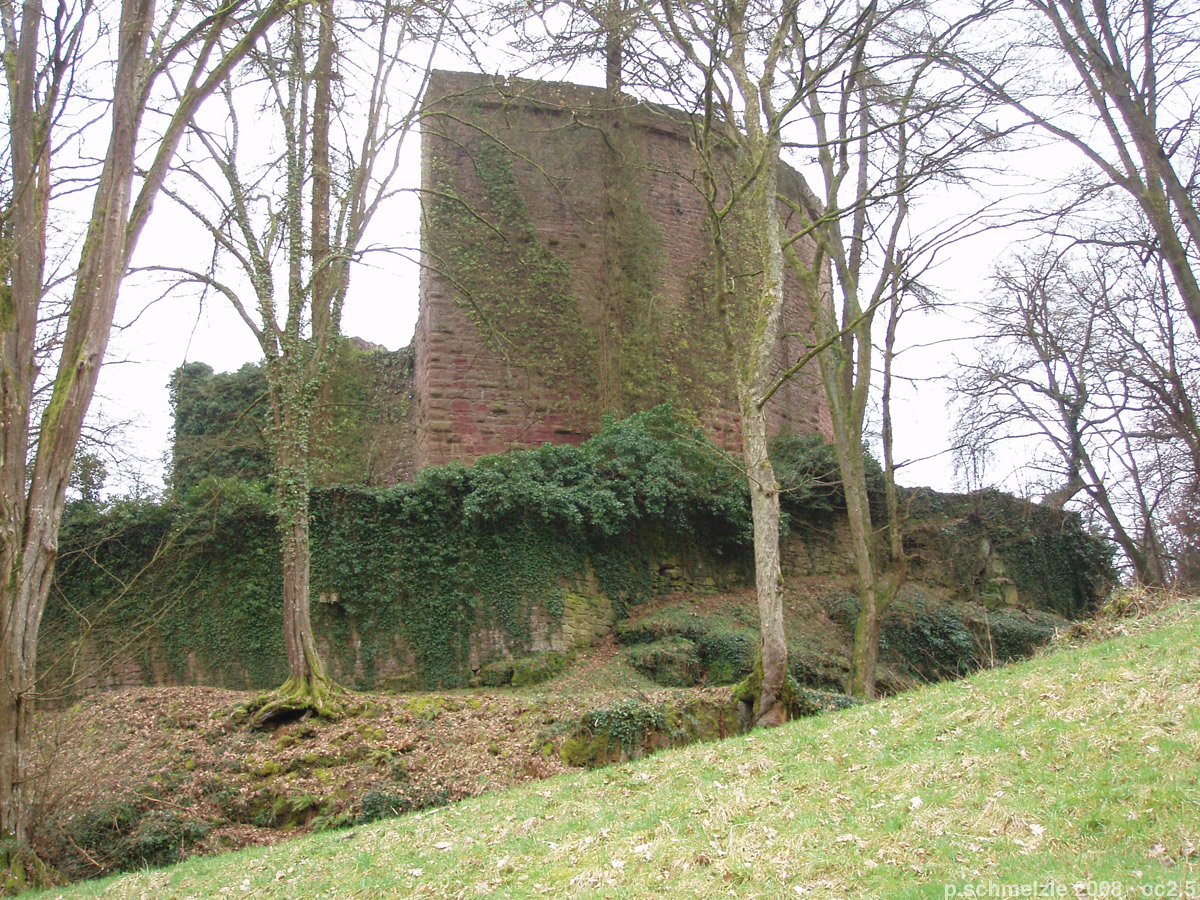
Schildmauer
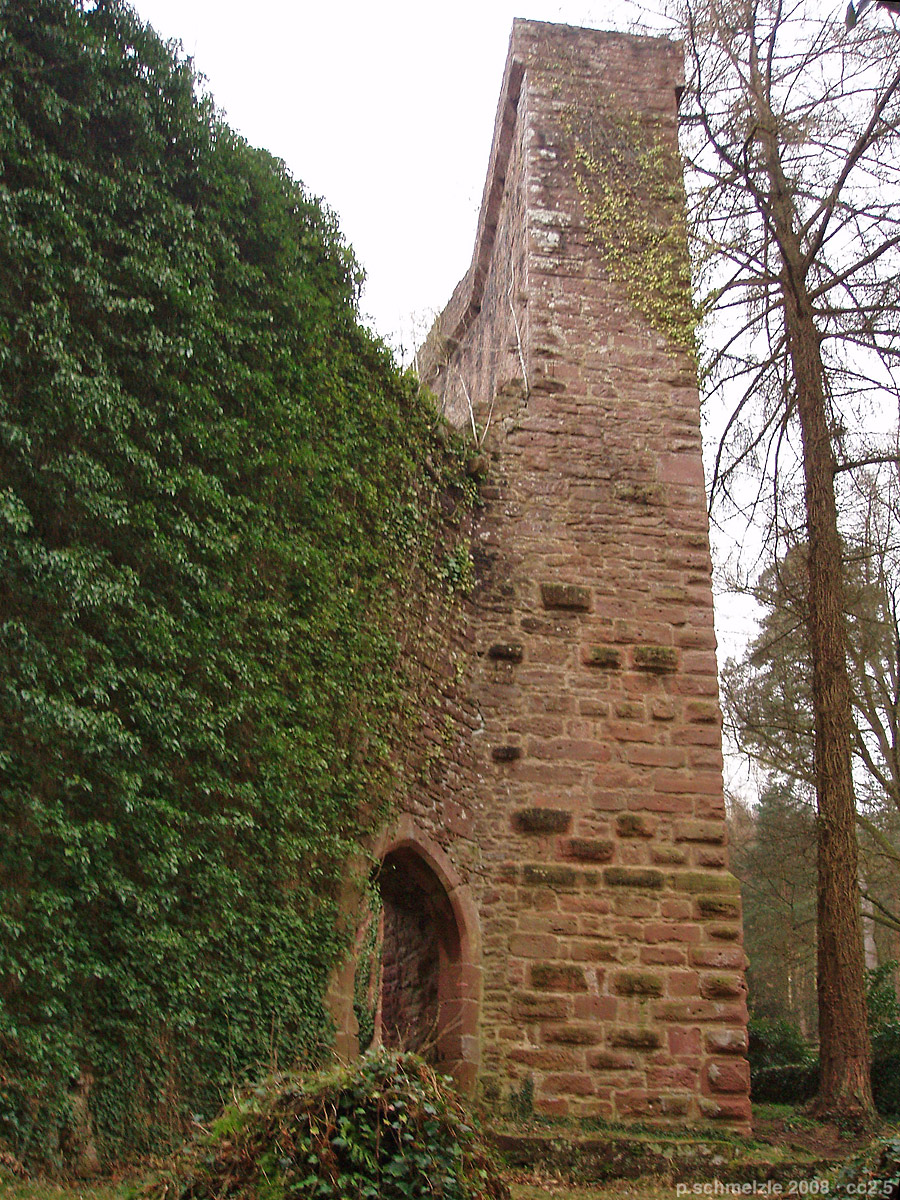
Schildmauer
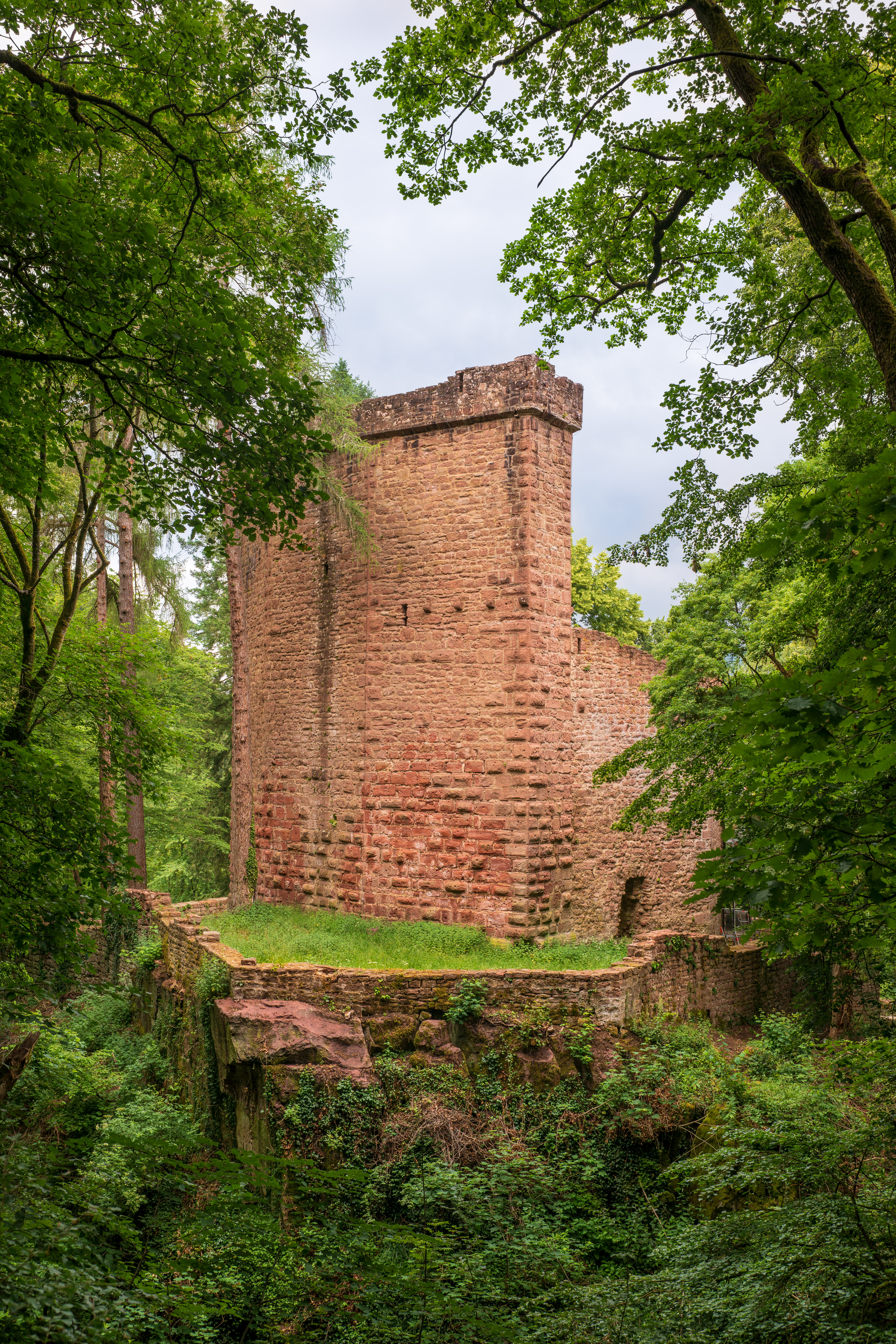
Schildmauer
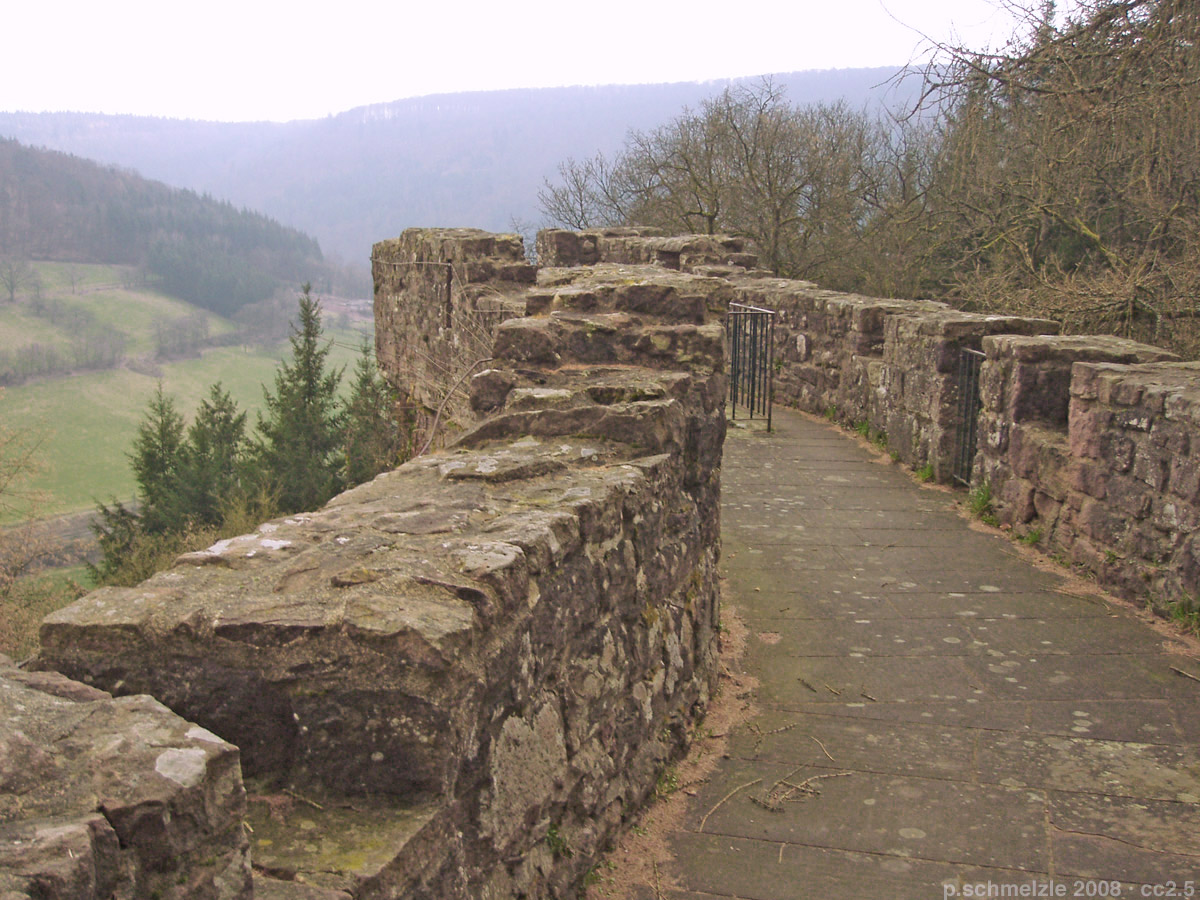
Wehrgang auf der Schildmauer
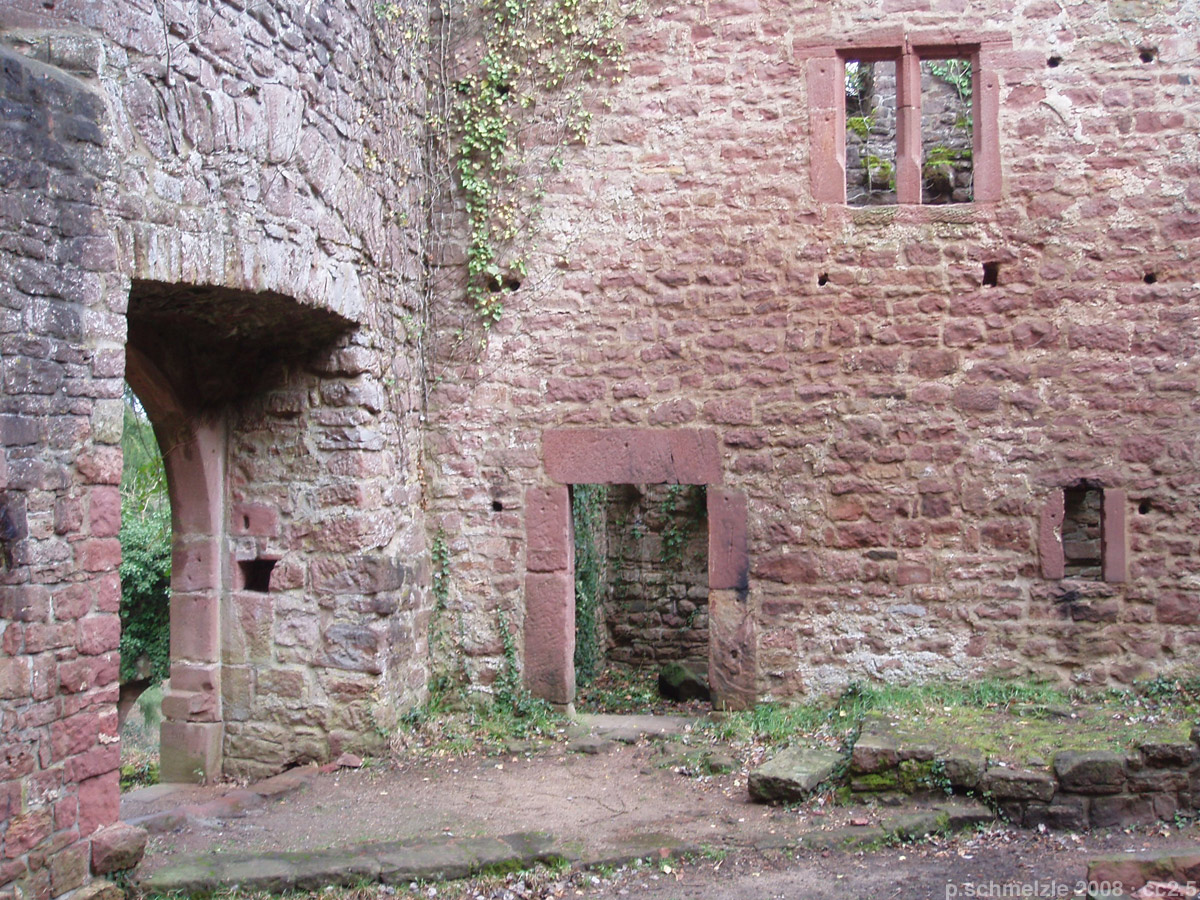
Palaswand
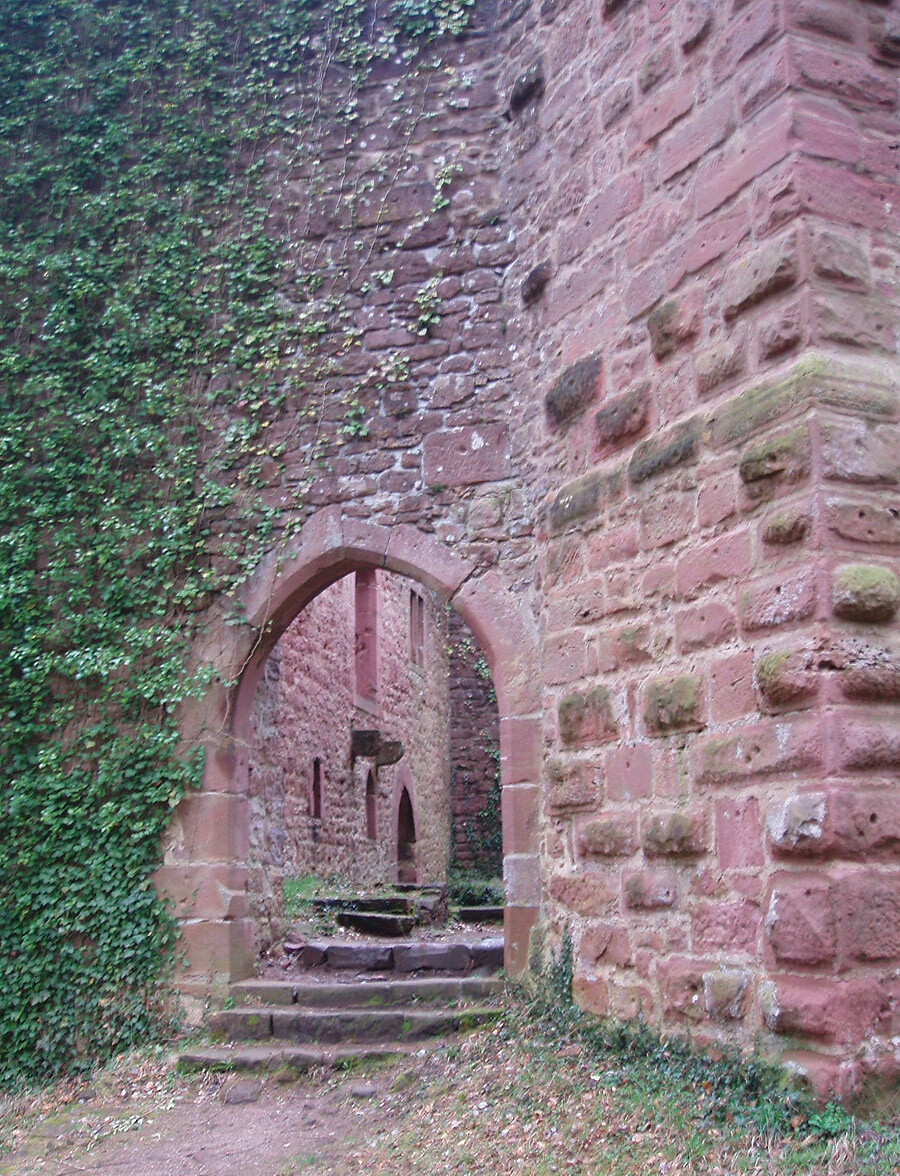
Zugang zur Kernburg
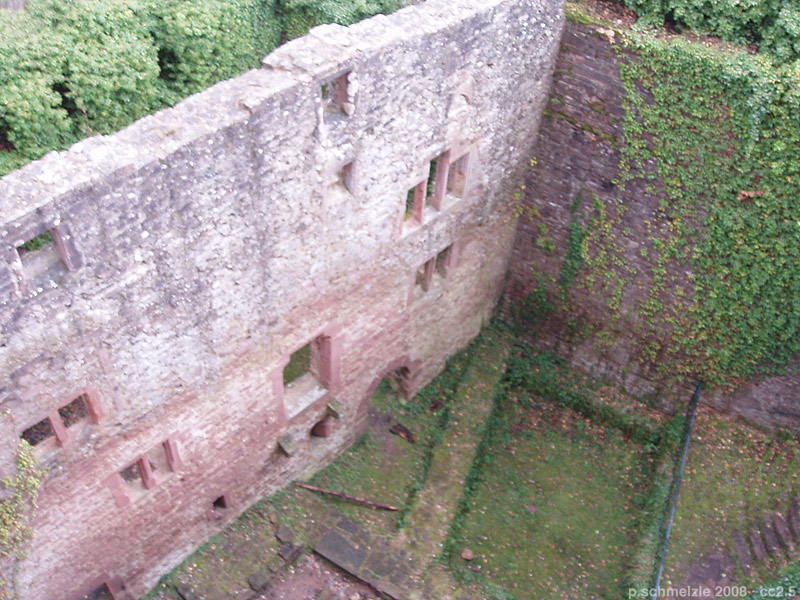
Innenhof der Kernburg
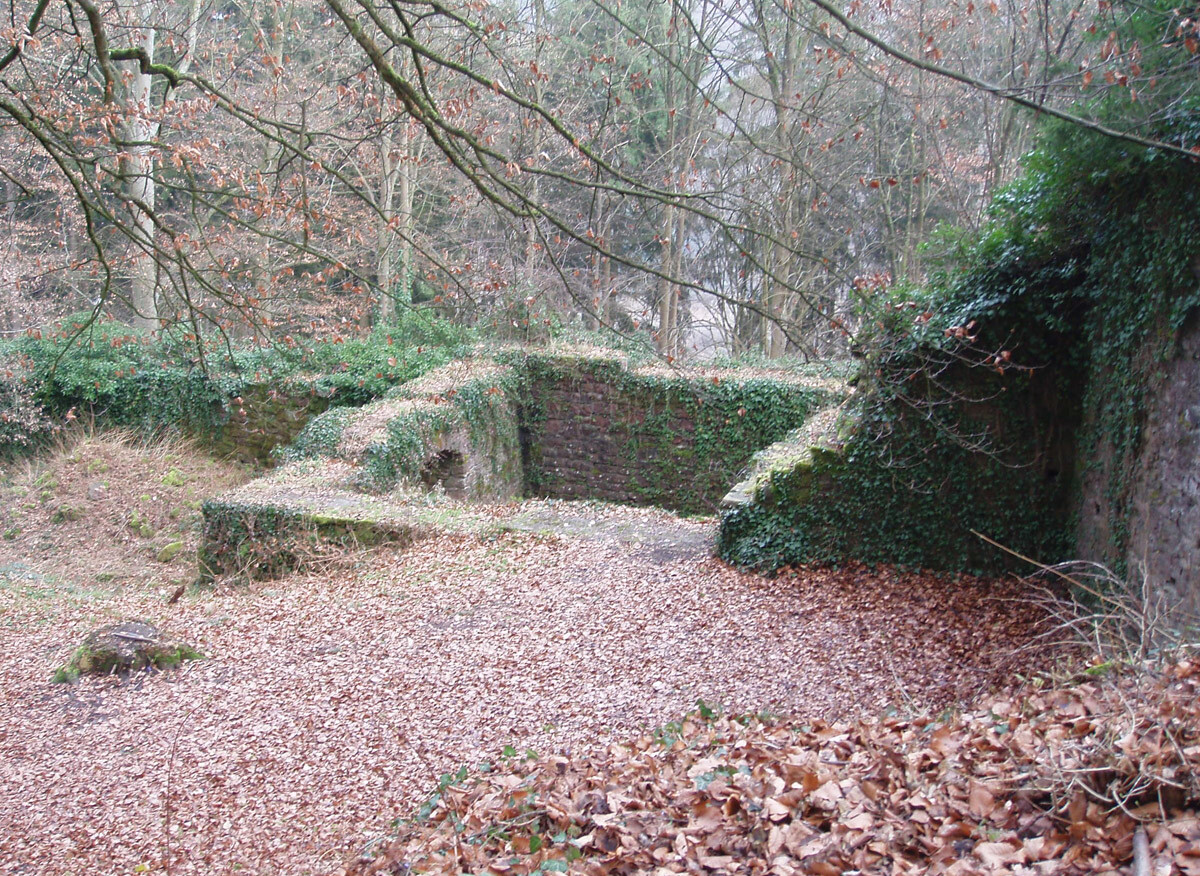
Fundamentrest in der Vorburg